# Ataşehir
Ataşehir ist eine Stadtgemeinde (Belediye) im gleichnamigen Ilçe (Landkreis) der Provinz Istanbul in der türkischen Marmararegion und gleichzeitig ein Stadtbezirk der 1984 gebildeten Büyükşehir belediyesi İstanbul (Großstadtgemeinde/Metropolprovinz). Ataşehir liegt auf der asiatischen Seite und ist seit der Gebietsreform ab 2013 flächen- und einwohnermäßig identisch mit dem Landkreis.

## Geographie

### Geographische Lage
Ataşehir liegt im geografischen Zentrum der Großstadtkommune Istanbul. Im Süden grenzt es an den Istanbuler Landkreis Maltepe, im Westen an Kadıköy, im Nordwesten an Üsküdar, im Norden an Ümraniye sowie im Osten an Sancaktepe.

### Gemeindegliederung
| Stadtbezirk           | Einwohner | ehemaliger Bezirk von     |
| --------------------- | --------- | ------------------------- |
| Aşık Veysel           | 13.139    | Stadtbezirk Mustafa Kemal |
| Ataşehir Atatürk      | 32.347    | Landkreis Kadıköy         |
| Barbaros              | 31.836    | Landkreis Kadıköy         |
| Esatpasa              | 31.281    | Landkreis Üsküdar         |
| Ferhatpaşa            | 21.160    | Landkreis Kartal          |
| Fetıh                 | 11.937    | Landkreis Üsküdar         |
| İçerenköy             | 73.883    | Landkreis Kadıköy         |
| İnönü                 | 28.188    | Landkreis Kadıköy         |
| Kayışdağı             | 42.462    | Landkreis Kadıköy         |
| Küçükbakkalköy        | 29.744    | Landkreis Kadıköy         |
| Mevlana               | 18.213    | Stadtbezirk Yeni Çamlıca  |
| Mimar Sinan           | 9.715     | Stadtbezirk …             |
| Mustafa Kemal         | 14.262    | Landkreis Ümraniye        |
| Örnek                 | 27.964    | Landkreis Üsküdar         |
| Yeni Çamlıca          | 13.253    | Landkreis Ümraniye        |
| Yeni Sahra            | 10.294    | Landkreis Kadıköy         |
| Yenişehir             | 12.916    | Stadtbezirk …             |
| Gesamt: (Stand: 2020) | 422.594   | Quelle:www.nufusune.com   |

Ende 2020 lebten durchschnittlich 24.858 Menschen in jedem Mahalle.

## Geschichte
Im März 2008 beschloss die Große Nationalversammlung des Zentralstaates der Republik Türkei einen neuen Landkreis innerhalb der Großstadtkommune Istanbul zu gründen aus den Istanbuler Landkreisen von Kadıköy, Üsküdar, Ümraniye. Hierzu wurden 3 der 54 Mahalle von der Kreisstadt Üsküdar, 7 von 28 Mahalle der Kreisstadt Kadıköy und 2 von 42 Mahalle der Kreisstadt Ümraniye abgezweigt. Außerdem kamen noch hinzu ein Teil des Mahalle Esenevler sowie der südliche Teil des Mahalle Ferhatpaşa der Belediye Samandıra (Kreis Kartal).
Nach einer Verwaltungsreform 2013 ist das Gebiet der Großstadt mit dem der Provinz identisch, in jedem der İlçe (untergeordnete staatliche Verwaltungsbezirke) besteht eine namensgleiche Gemeinde, die jeweils dessen gesamtes Gebiet umfasst und die der Großstadtgemeinde untergeordnet ist. Die Kreise/Gemeinden sind in Mahalle untergliedert, denen ein Muhtar vorsteht.

## Bevölkerung

### Einwohnerentwicklung
| Jahr      | 2008    | 2010    | 2012    | 2014    | 2016    | 2018    | 2019    | 2020    |
| --------- | ------- | ------- | ------- | ------- | ------- | ------- | ------- | ------- |
| Einwohner | 351.046 | 375.208 | 395.758 | 408.986 | 422.513 | 416.318 | 425.094 | 422.594 |

## Politik

### Bürgermeister
| Jahr | Bürgermeister  | Partei | Stimmen | in %  |
| ---- | -------------- | ------ | ------- | ----- |
| 2019 | Battal İlgezdi | CHP    | 129.283 | 51,39 |
| 2014 | Battal İlgezdi | CHP    | 127.018 | 49,70 |
| 2009 | Battal İlgezdi | CHP    | 82.377  | 41,69 |

## Kultur und Sehenswürdigkeiten

### Sport
- Ülker Sports Arena, Sportstätte des Vereins Fenerbahçe SK und für andere Events, im Stadtbezirk Barbaros
- Ataşehir Golf Kulübü (englisch Ataşehir Golf Club) ist ein im Jahr 2017 gegründeter Golfclub und besitzt einen 6-Loch Golfplatz.[11] Der Club veranstaltet auch Fußballgolf-Turniere.[12]

### Grünflächen
- Nezahat Gökyiğit Botanik Bahçesi (deutsch Nezahat Gökyiğit Botanischer Garten)[13]

## Wirtschaft und Infrastruktur

Die Grundschule Bilfen Ataşehir İlkokulu

In den 2000er Jahren entwickelte sich Ataşehir zu einer Satellitenstadt. In den Neubaugebieten des Stadtteils entstanden viele moderne Wohnbaukomplexe, in denen rund 80.000 Menschen in 18.000 Hochhauswohnungen wohnen. Die meisten der Bewohner gehören der Mittelschicht mit höherem Einkommen an. In Ataşehir liegt das Pro-Kopf-Einkommen weit über dem Istanbuler Durchschnitt. Viele bekannte Unternehmen sind in Ataşehir beheimatet und Ataşehir entwickelte sich in den letzten Jahren zu einem Geschäfts- und Handelszentrum auf der asiatischen Seite Istanbuls.
Die Hauptstraße der Satellitenstadt ist die Ataşehir Bulvarı. In dem Boulevard befinden sich viele öffentliche Einrichtungen Ataşehirs. Der Ataşehir Bulvarı umfasst einige Grundschulen wie die zukunftsorientierte Bilfen Ataşehir İlkokulu, ein Gymnasium (Ataşehir Lisesi), ein Kino, ein Migros-Supermarkt, ein Postamt, viele Immobilienagenturen sowie verschiedene Dienstleister und Geschäfte. Außerdem befindet sich in diesem Stadtteil die Yeditepe-Universität.

### Verkehr

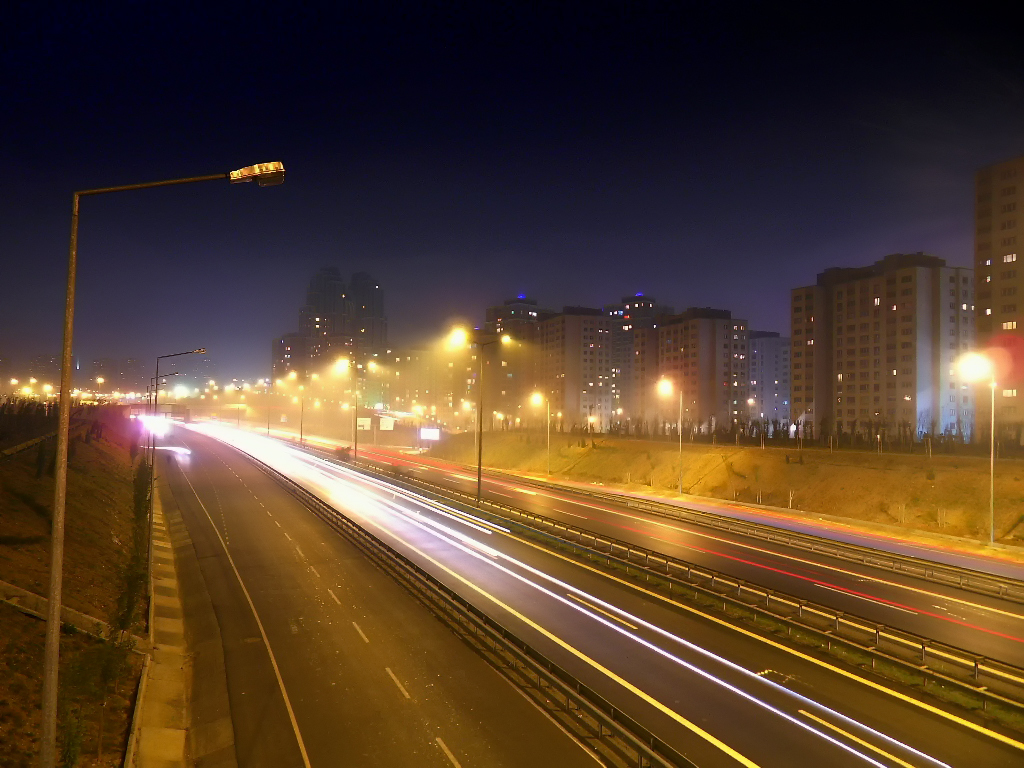
Die O-4 in Ataşehir

- Die U-Bahn-Linie M4 (Kadıköy → Pendik-Tavşantepe) der Metro Istanbul durchquert Ataşehir, wo sich in Pendik der Flughafen Istanbul-Sabiha Gökçen befindet.
- Die Autobahn Otoyol 4 beginnt in Ataşehir, welches bis zum Ankaraer Yenimahalle führt und endet.